# Lötsjön, Sundbyberg
Lötsjön är en insjö i Sundbybergs kommun, och utgör den enda sjön i kommunen, bortsett från en liten flik av Mälaren. Sedan 2018 är Lötsjön och intilliggande Golfängarna skyddade som naturreservat (se Lötsjön-Golfängarna naturreservat).

## Sjön
Under förhistorisk tid var Lötsjön och intilliggande Råstasjön en utlöpare av dagens Brunnsviken som genom landhöjningen avsnördes från Brunnsviken och Östersjön. Under vikingatiden gick här Fröfjärden som via Ulvsundasjön hade förbindelse med Mälaren. Sjön har sitt namn efter den numera försvunna gården Långlöt som låg vid sjöns nordvästra strand och var en kronogård i Spånga socken.

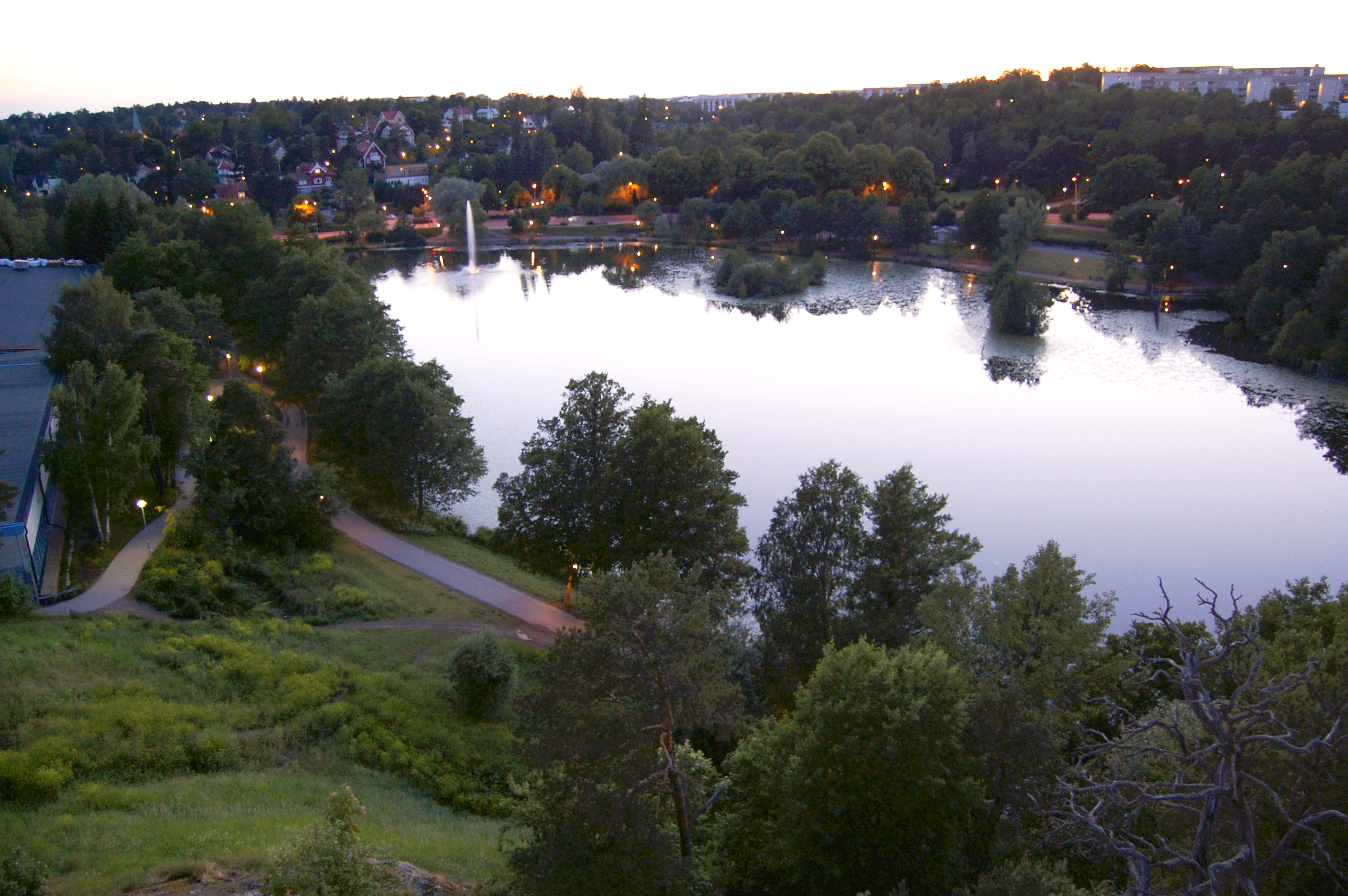
Lötsjön en sommarkväll, 2008.

Lötsjön är mycket grund och näringsrik. I Lötsjön finns ingen badplats och det råder fiske- och badförbud. Lötsjön är istället en utpräglad fågelsjö med rikt fågelliv. Bland annat finns här en koloni hägrar. Lötsjöns parkområden anlades under åren 1947-1962 efter ritningar av landskapsarkitekten Sven A. Hermelin. Sjön ligger i ett populärt rekreations- och promenadområde kallat Golfängarna, med Centrala Sundbyberg i söder, Hallonbergen i norr, Ör i nordost och Duvbo i väst. Gångvägen runt sjön är ca 1,4 km och är en del av den fem kilometer långa Hälsans stig som även går runt Råstasjön. Det finns nio små öar i sjön varav en är bebyggd. En bäck leder från sjön mot Råstasjön. Bäcken följer sjöns naturliga avlopp, men extra vatten pumpas in av estetiska skäl.
Vid nordvästra sidan om Lötsjön ligger Gröna stugan, ett sommarcafé som är en snarlik kopia av den ursprungliga Gröna stugan, som stod i hörnan Sturegatan och Rosengatan och troligen uppfördes år 1878. På östra slutet av Lötsjön och söder om Golfängarna märks den 79 meter höga skorstenen för Sundbybergsverket, som invigdes år 2006 och producerar en del av Norrenergis fjärrvärme och fjärrkyla.
En årligen återkommande löptävling, Två sjöar runt, har sin bana kring Lötsjön och den närbelägna Råstasjön.

### Lötgubben
Originalet Lötgubben, som egentligen hette Löf, bodde vid 1800-talets slut ensam vid sjön i en egenhändigt byggd koja eller snarare en jordkula. Kojan låg till hälften ovan och till andra hälften under jord. I höjd med marken fanns ett fönster som gav sjöutsikt. Byggmaterialet hade han hämtat från Dufvebols skog och dåvarande ägare hade inget emot detta utan fann det hela "originellt". Inredningen bestod av en jordbänk, några bräder till bord och tre rangliga stolar. Det fanns eldstad och skorsten. Väggarna var tapetserade med några exemplar av Stockholms-Tidningen. Sin koja kallade Lötgubben efter sitt eget namn för "Löfhyddan" och där bodde han i närapå 30 år fram till sin död 1898.

### Gerdmordet
Den 1 december 1939 försvann en 10-årig flicka vid namn Gerd Johansson från Torsgatan, nära hennes hem på Birkagatan i Stockholm. Åtta dagar senare hittades hon våldtagen och strypt vid Lötsjön.

## Delavrinningsområde
Lötsjön ingår i delavrinningsområde (658558-162475) som SMHI kallar för Rinner mot Brunnsviken. Medelhöjden är 14 meter över havet och ytan är 17,67 kvadratkilometer. Det finns inga avrinningsområden uppströms utan avrinningsområdet är högsta punkten. Avrinningsområdets utflöde mynnar i havet, utan att ha någon enskild mynningsplats. Bebyggelsen i området täcker en yta av 17 kvadratkilometer eller 96 procent av avrinningsområdet.

## Bilder

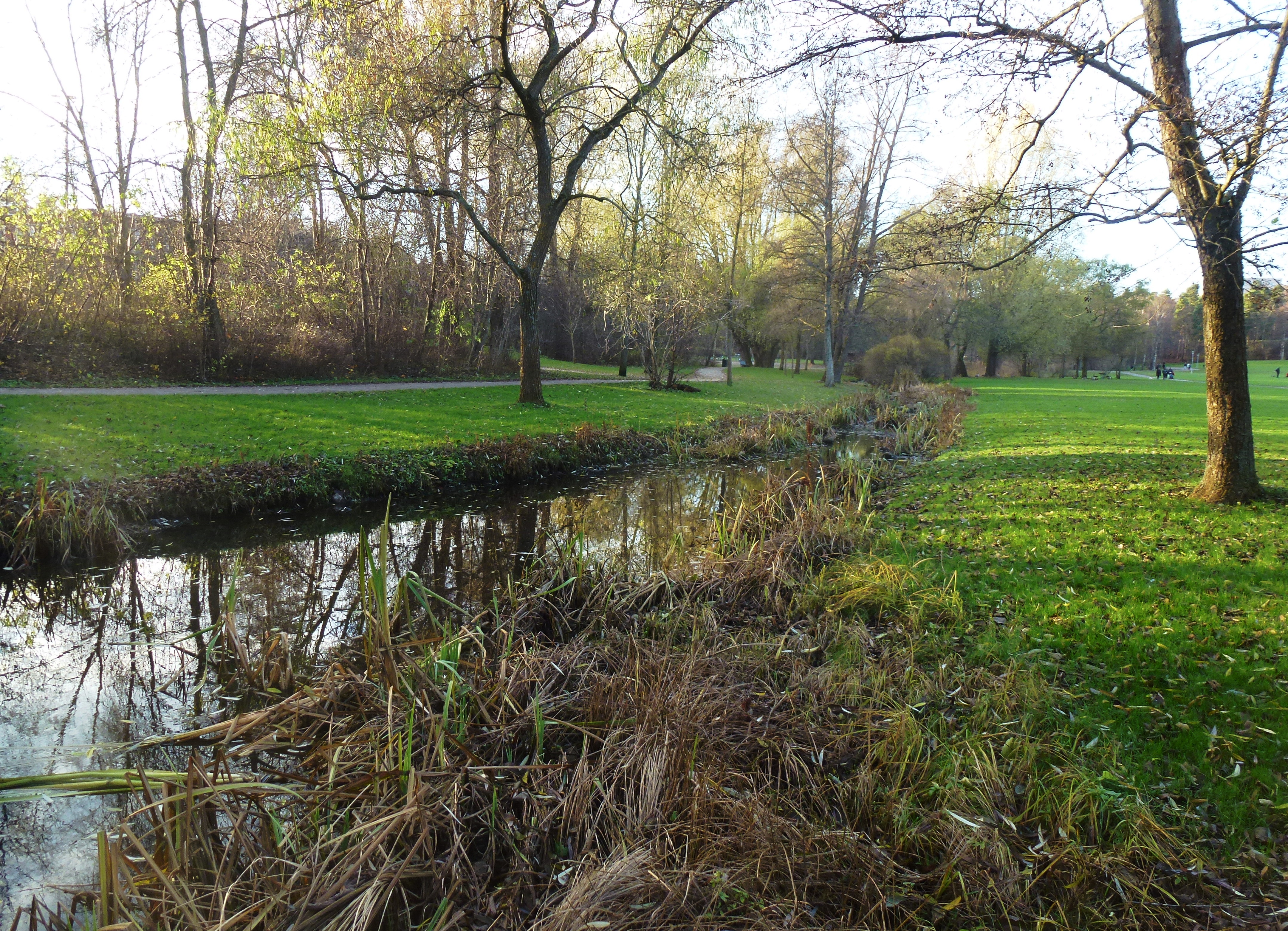
Bäcken vid Golfängarna mellan Lötsjön och Råstasjön
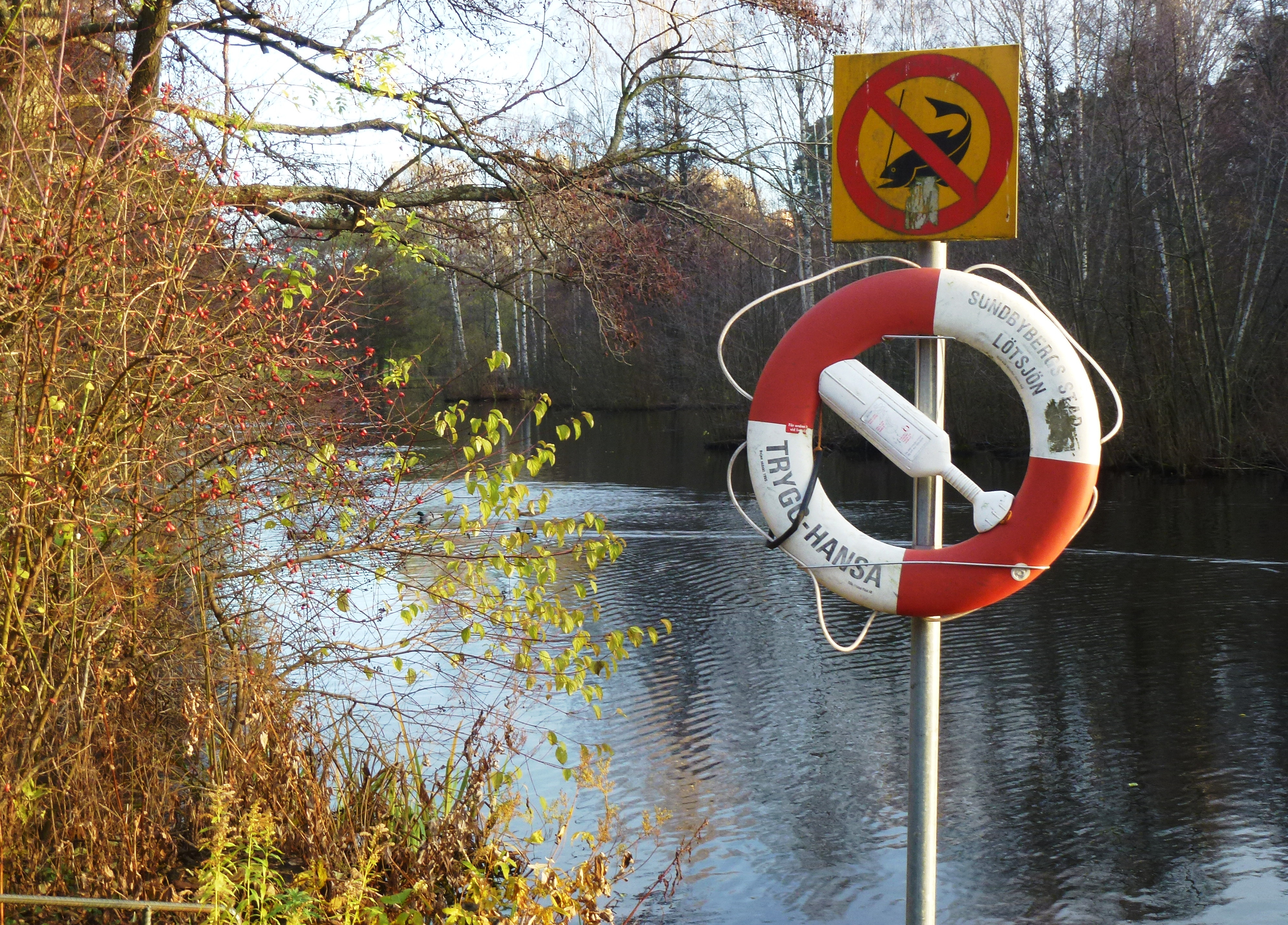
Bad- och fiskeförbud
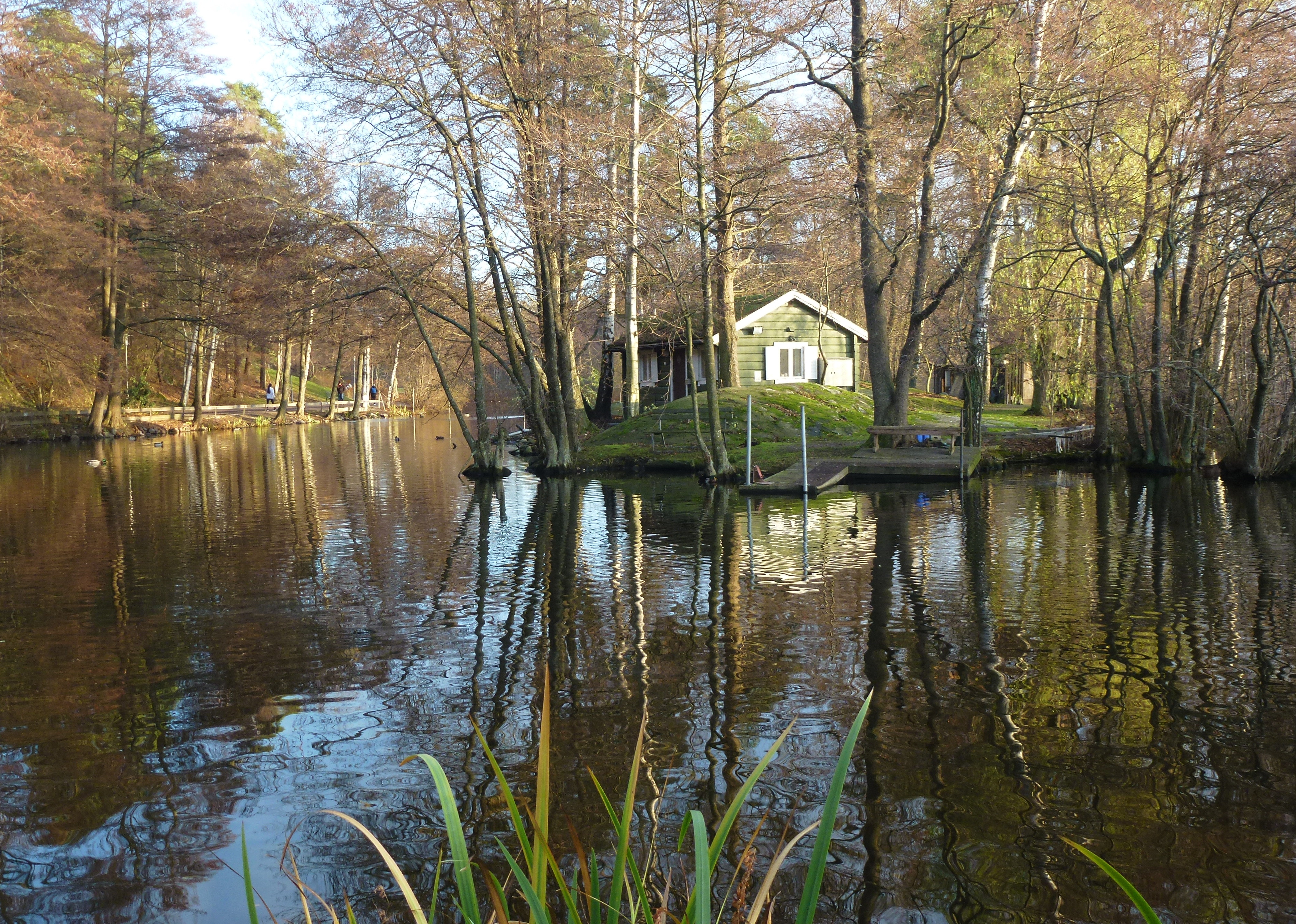
Lötsjöns bebyggda ö
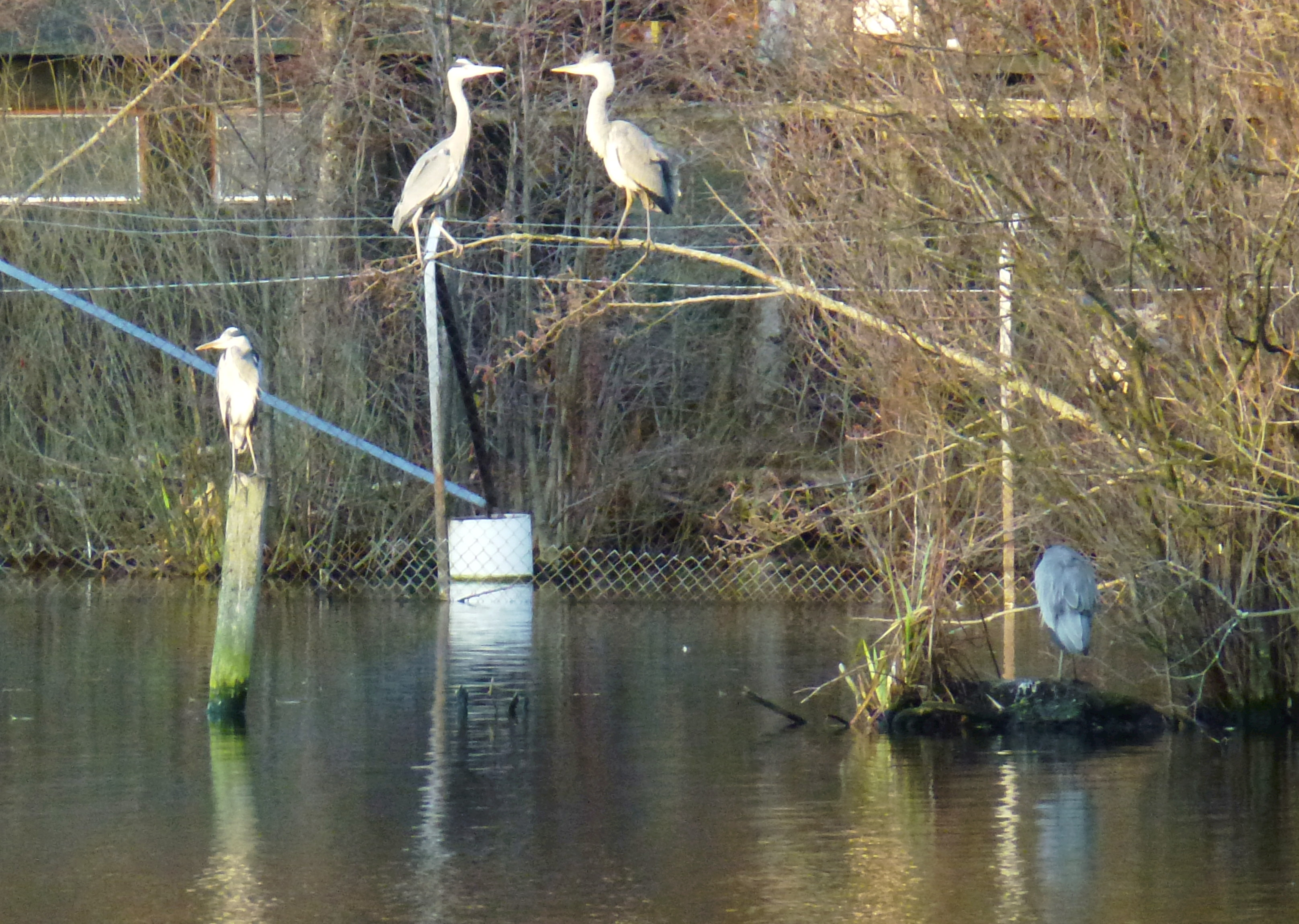
Hägerkoloni
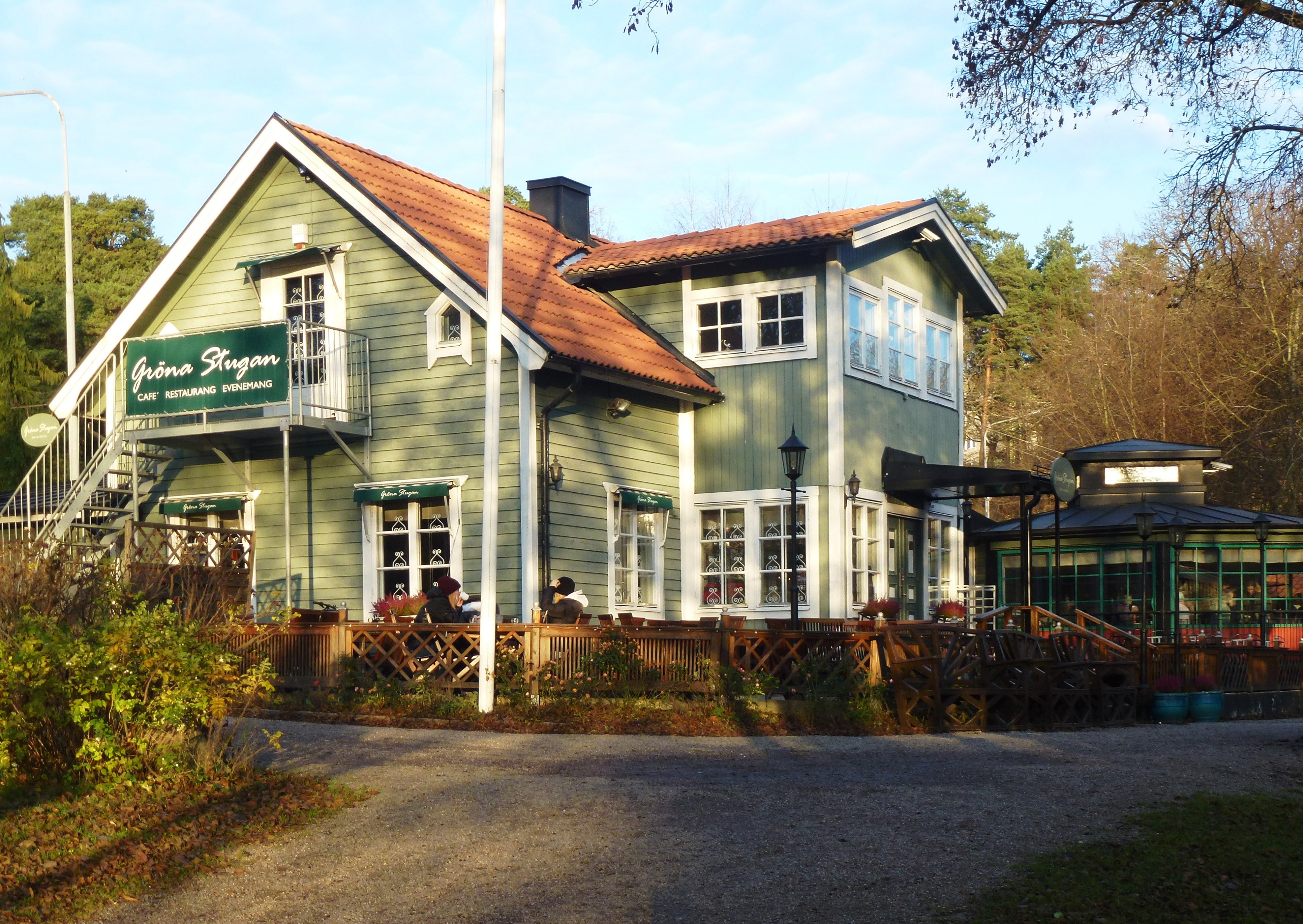
Gröna stugan
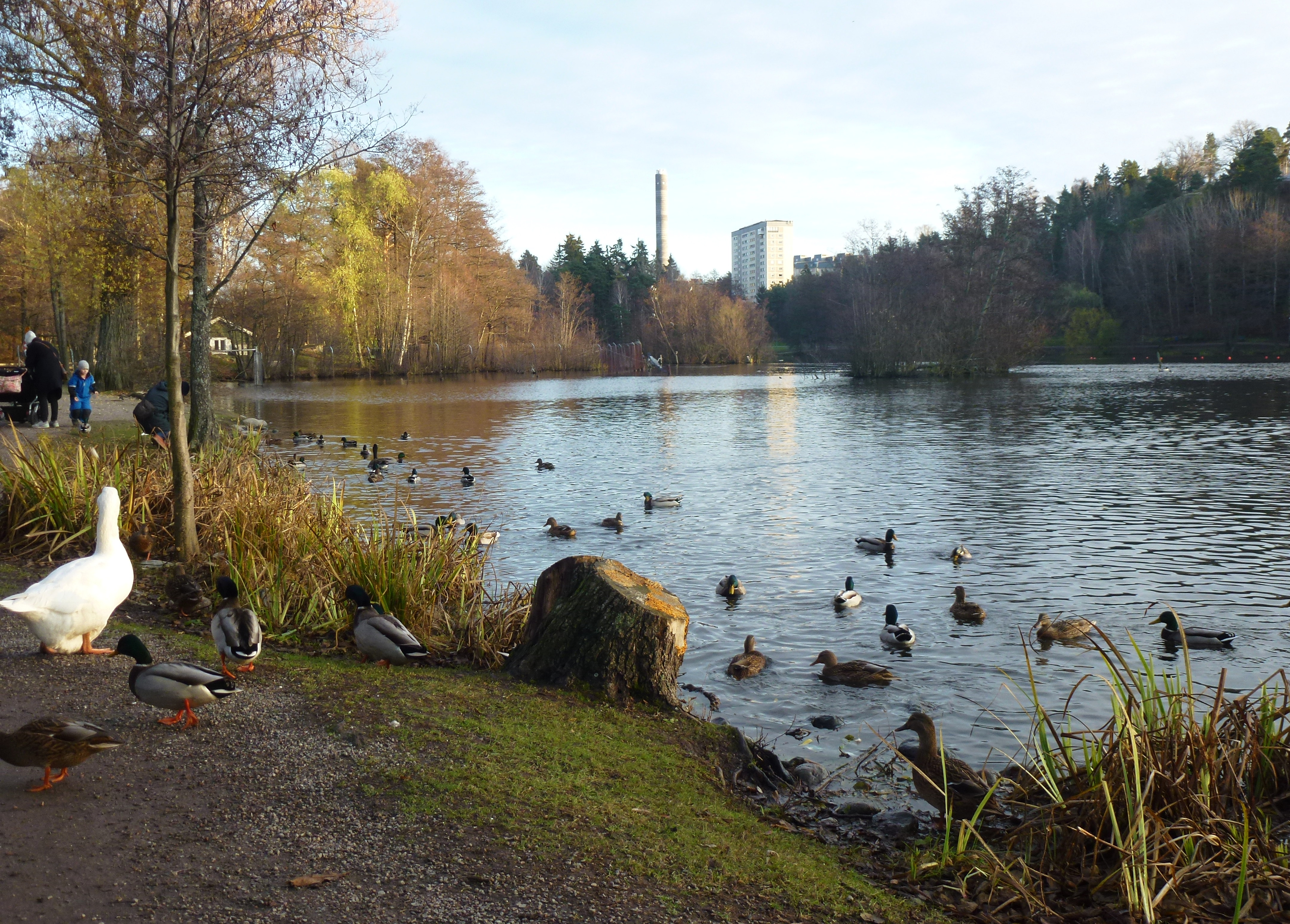
Sjön med Sundbybergsverket i bakgrunden